# Jorge Coira Nieto
Jorge Coira Nieto (Rábade, 1971) és un director, guionista i muntador de cinema i televisió gallec.

## Trajectòria
A la fi dels anys 80, coincideix s l'institut amb Luis Tosar i, junts, comencen a rodar els seus primers cortametrajes amateurs.
A mitjan 90 roda diversos curtmetratges en 35 mm (Gran liquidación, O Matachín i A ti como se che di adeus?), formant part d'una nova generació de directors gallecs molt vinculats a l' Escola de Imaxe e Son da Coruña treballant amb molts dels principals actors gallecs com el propi Tosar, María Pujalte, María Bouzas, Xosé Manuel Olveira "Pico" o Isabel Blanco entre molts altres.
El 1996 comença a treballar s la Televisión de Galicia com a guionista i realitzador de promocions, treball que abandona el 1998, per a dedicar-se des de llavors al treball com a director i guionista freelance.
La seva formació, fonamentalment autodidacta, es complementa amb l'assistència a cursos i tallers amb professors com Michael Radford, Víctor Erice, Allan Starski, Béatrice Caufman, Robert Lovenheim, Víctor Duplá i Mariano Barroso, a més d'haver participat en la primera edició del Berlinale Talent Campus.
La seva experiència professional se centra en televisió i cinema, encara que també toca terrenys com la videocreació, la publicitat o el teatre.
Com a director de TV, treballa en sèries per a la Televisión de Galicia (Mareas vivas, Terra de Miranda, As Leis de Celavella, Padre Casares i Luci -una de les primeres sèries espanyoles a ser venuda per a la seva versió als EUA-) i per a canals nacionals (R.I.S., El comisario, Piratas i Pelotas), a més de dirigir el telefilm Entre bateas.
El 2004 va estrenar el llargmetratge El año de la garrapata i en 2010 la seva última pel·lícula, 18 comidas, que ha rebut nombrosos premis, sent seleccionada en més de 30 festivals internacionals i havent estat estrenada en sales de més de 10 territoris. El 2019 va co-dirigir la sèrie Hierro.

## Filmografia
Curtmetratges
- As Xoias da Señora Bianconero (1994)
- Gran liquidación (1995)
- O Matachín (1996)
- ¿A ti como se che di adeus? (1999)

Llargmetratges
- Entre bateas (2002)
- Rías Baixas. O que nunca se ve (Documental, 2003)
- El año de la garrapata (2004)
- 18 comidas (2010)
- Eroski Paraíso (2019)

Televisió
- Terra de Miranda (2001)
- As leis de Celavella (2003-2005)
- Padre Casares (2008)
- Piratas (2011)
- Luci (2013-2014)
- Vidago Palace (2017)
- Hierro (2019)

## Premis
Medalles del Cercle d'Escriptors Cinematogràfics
| Any  | Categoria       | Resultat  |
| ---- | --------------- | --------- |
| 2015 | Millor muntatge | Guanyador |

Premis Mestre Mateo
| Any  | Categoria          | Film                        | Resultat                                                      |
| ---- | ------------------ | --------------------------- | ------------------------------------------------------------- |
| 2002 | Millor director    | Entre bateas                | Guanyador                                                     |
| 2002 | Millor director    | Terra de Miranda            | Nominat (amb Chema Gagino)                                    |
| 2002 | Millor muntatge    | Entre bateas                | Guanyador (amb Guillermo Represa)                             |
| 2004 | Millor director    | El año de la garrapata      | Guanyador                                                     |
| 2005 | Millor director    | As leis de Celavella        | Guanyador (amb Carlos Sedes)                                  |
| 2005 | Millor realització | As leis de Celavella        | Guanyador (amb Carlos Sedes)                                  |
| 2008 | Millor muntatge    | O menor dos males           | Guanyador                                                     |
| 2008 | Millor realització | Padre Casares               | Guanyador (amb Carlos Sedes, Manuel Espiñeira e Álex Sampayo) |
| 2009 | Millor director    | ¿Qué culpa tiene el tomate? | Nominat                                                       |
| 2009 | Millor muntatge    | ¿Qué culpa tiene el tomate? | Nominat                                                       |
| 2010 | Millor director    | 18 comidas                  | Guanyador                                                     |
| 2010 | Millor guión       | 18 comidas                  | Guanyador (amb Araceli Gonda i Diego Ameixeiras)              |
| 2010 | Millor muntatge    | 18 comidas                  | Guanyador                                                     |
| 2013 | Millor director    | Luci                        | Nominat                                                       |
| 2013 | Millor guión       | Luci                        | Nominat (amb Araceli Gonda i Pepe Coira)                      |
| 2018 | Millor muntatge    | A sombra da lei             | Guanyador                                                     |